# Týnec (kraj pilzneński)
Týnec – wieś i gmina w Czechach, w powiecie Klatovy, w kraju pilzneńskim. Według danych z dnia 1 stycznia 2013 liczyła 324 mieszkańców.